# 篠崎勝
篠崎 勝（しのざき まさる、1917年（大正6年）9月14日 - 1999年（平成11年）3月14日）は日本の歴史学者。京都大学卒業。愛媛大学教授、愛媛大学学生部長、近代史文庫代表者、愛媛県歴史教育者協議会委員長、愛媛民主教育研究所所長等歴任。専攻は日本史。

## 来歴

### 生い立ち
愛媛県伊予郡北伊予村大字横田（現在の伊予郡松前町）で、篠崎昌宜・幸枝の長男として生まれた。父は松山に移り質屋業を営むことになるが、高浜虚子の弟子・富安風生に俳句を習い、自宅で俳句会を開いていた。勝は父に頼まれて俳句を選び、句評もしていた。
1930年愛媛県立松山中学校（現・愛媛県立松山東高等学校）、1934年松山高等学校（文科乙類）へ進学した。松高では俳句会に所属して、『星丘(せいきゅう)』を編集、俳号を「星歩(せいほ)」（星の岡を歩くの意味から）と称した。松高の先輩の中村草田男や篠原梵から、『星丘』誌上に俳句や句評を書いてもらい、俳句結社を超えての掲載で注目された。松高では歴史学研究会にも所属し、2年先輩に奈良本辰也がいた。

### 京都時代
1937年京都帝国大学文学部（国史科）に入学、西田直二郎を主任教授とした「日本文化史」教室に所属した。卒業論文は、「陸海軍の創設過程―近代日本成立史の一定礎―」であった。京大では心茶会に属して毎週参加していた。
卒業後、大学院に在籍しつつ、同志社中学校・立命館専門学校の非常勤講師をした。1942年、奈良本辰也の誘いで京都市史編纂員（嘱託）となった。1948年に編纂室の閉鎖が決まりその残務整理を引き受けた。市史編纂では近世経済史の分野を担当したが、夢窓国師など中世の宗教や思想の分野にも関心を寄せていた。京都の寺院重宝調査にも加わった。1950年には京都市観光局計画課計画係長となった。

### 愛媛大学着任後
1951年2月、愛媛大学文理学部講師として松山に帰郷した。1943年に太田量子と結婚して、長男（1945年生）、次男（1948年生）の4人家族となっていた。松山着任した時は、「一隅を照らす、是即ち国宝なり」（最澄）の思いであったと教え子に語っている。 
1951年、教員と学生が平等の立場で会員になるという原則で、愛媛大学歴史学研究会の創立に参加した。ついで、1953年、星島一夫らと愛媛大学地域社会総合研究所（所長は学長）を創設して、人文・社会科学・自然科学の共同研究をめざして「地域社会の民主化」を基本テーマにかかげた。同年、最初の教え子が卒業した。彼らが、僻地の小学校の教師になっても、大学院に進んでも、企業に就職しても平等に研究できる体制を作るために、この年の8月近代史文庫を創立した（代表者・篠崎勝）。自分の著書・資料をすべて文庫の共有とした。1956年には、愛媛の女教師などを中心に創立された女性史サークルに参加し、当初より指導的な役割を果たした。
1956年愛媛の第一次勤評闘争が始まり、警職法反対闘争、1960年安保闘争と続く中で、篠崎勝は、県教員組合、聯合青年団、愛媛地評、自治労、母親大会などの労働者・住民の運動の中での講演活動を重ねていった。近代史文庫は当初は卒業生が中心であったが、10周年の頃から地域の教師・労働者・住民など広く参加した。　
1968年篠崎勝は県歴史教育者協議会委員長となり、「明治百年」批判の講演会を県内各地で開催した。1973年歴史教育者研究協議会の全国大会が松山市で開催され、会員の玉上陸朗・川又美子・澄田恭一らとともに「ここに生き、住み、働き、学び、闘う」のスローガンを提示した〝愛媛報告〟を行った。1971年には愛媛大学学生部長となり、「学園紛争」の収拾にあたるとともに、教員・職員・学生による大学自治のあり方を考えつつ「管理運営」に関わった（1971年5月～1975年1月）。1973年には、愛媛民主教育研究所が設立され所長に就いた。
1983年愛媛大学を定年退職した。その前後から人権擁護委員をつとめ（就任時期不明）、毎日のように近代史文庫に通った。1990年には愛媛退職教職員協議会が発足して会長に就いた。1998年、「篠崎先生の傘寿を祝う会」が開かれ170人が参加した。さながら〝戦後愛媛の民主的運動の騎手たちの集まり〟だつた。この中で篠崎勝は「愛媛住民の記録係」と題する講演をした。
1999年3月14日、大腸癌のため死去した。「葬式・告別式・香典・戒名・墓など無用」の遺言を残したため、遺言通りに多くの人々が見送った。翌年から命日(前後)には「教え子」たちにより「星歩忌」が続けられている。

## 研究・活動
篠崎勝の研究・活動の業績は、京都時代の市史・中世思想史研究、愛媛の近現代地域史の実証研究と、地域史研究の方法を問う「地域社会史論」の展開、そして天皇代替わりの論考などが主なものと言える。

### 愛媛大学と地域史研究
帰郷した年、1951年発足した「愛媛大学歴史学研究会」に参加して、その「月報」にいくつかの論考を残している。「日本の近代化を進めたものと阻んだもの」、「うれうべき日本史の取扱い」など、戦後の新しい時代の息吹と若き歴史学者・篠崎勝の心意気が垣間見えるようである。その頃、愛媛県知事から愛媛の労働者の歴史を書いてほしいと依頼された。そのためにはまず愛媛の労働者の生活と運動を明らかにする資料を編纂して労働者・住民の共有財産とすることを考えた。『資料愛媛労働運動史』全9巻（1958年～1965年）をまとめた。久松革新県政の時代に依頼されたが、保守県政に鞍替えして出版をしぶったが、この膨大な地域労働運動資料集が学会からも注目され、全巻が刊行された。また、愛媛県史編纂委員会副委員長として『愛媛県史概説（上・下）』（1959～60年、副知事が会長）をまとめた。また愛媛大学の学際的な協同で発足した「愛媛大学地域社会総合研究所」では、1955年から3年間、「地域社会の民主化」を基本テーマにして、『地域社会における民主化の構造―「住友大国」における労働者の形成―』をまとめた。 経済学・歴史学・法学・社会学・教育学・倫理学等の各分野から研究者が参加して、新居浜の教員などの協力も得、現地調査をふまえてまとめあげた。篠崎勝の強い意見もあり、住友幹部なども参加した公開報告会が開催された。 
篠崎勝は1953年からおよそ10年間今治綿業に関する実証研究をすすめた。今治綿業を通しての、原始的蓄積過程、マニュファクチャ段階、産業革命期から大正期の一般的危機の時代の労働者の形成と対立関係を明らかにした。

### 近代史文庫と地域史研究・地域社会史論
近代史文庫は、史料の掘り起こしと共同利用を重視して、1960年から『愛媛近代史料』の刊行を始め1998年までに36冊を、また『愛媛現代史料』は1967年から2013年までに5冊を刊行している。会員や研究者での資料の共有をめざしたのである。その上で、研究発表の場として機関誌『愛媛近代史研究』を1963年に創刊して、2023年までに77号を刊行してきた。さらに、明治100年にあたる1968年『愛媛資本主義社会史』第1巻を刊行した。愛媛の近現代史（1830年～1970年）を、戦前3期・戦後3期合わせて6期に時期区分して、全巻42巻の壮大な構想の中で、第1期7巻の第１巻であった。『愛媛資本主義社会史』は、今日、第3巻まで発行されたのみである。
篠崎勝は、地域史の実証研究とあわせて、1960年代以降、繰り返し地域社会史の研究方法について論じてきた。『愛媛近代史研究』創刊号（1963年）に発表した「地域社会の歴史研究」の発表以後、「地域社会史の創造」（『愛媛資本主義社会史』第１巻）に続き、会員との論議をふまえて、地域社会史論考綴を連載してきた。その上で、1981年「地域社会史のすすめ」を『歴史学入門』（高橋磌一編）に発表してひとつの到達点に達している。「郷土史」「地方史」を克服する「地域社会史」の方法を確立したと言える。その方法について、かみ砕いて次のように言っている(「地域社会史のすすめ」)。

### 地域住民史学運動
篠崎勝は、地域社会史の研究・教育・運動を進めて、その研究者集団が歴史の担い手として成長する「地域住民史学運動」を進めたいとしていた。
1975年の近代史文庫総会は、事務室・研究会場・図書資料室・宿泊を兼ね備えた近代史文庫会館の建設計画を決定した。1979年8月、同会館は多くの会員や協力者の寄付金等により竣工して、道後樋又の借家から紅葉町に転居した。篠崎勝夫妻から多額の協力がされた。この時「伊佐爾波の野に秋艸の書院あり」「ここが好きでただの草が萌える」の2句を詠んだ。
定年退職前後からは、文庫俳句会や史跡巡りなどを開催するとともに、旧町村ごとの「立札運動」などにも挑戦した。また、歴史を支えた人々の記録に務め、オーラルヒストリーの手法なども取り入れて「小さな伝記」をまとめていった。さらに、1989年の天皇代替わりにあたっては、現代史の代替わりに伴う記録をまとめるとともに、日本国憲法の立場から、退位・即位の制度・儀式を批判的に検討した。

## 主な著作
篠崎勝は、研究者の資料の「囲い込み」による業績づくりの歴史研究を強く批判して、地域住民とともにすすめる歴史研究・地域住民史学運動を重視した。そうしたことからか、個人名での出版は少なく、共同研究や監修の役割を果たしたものが多い。分野別の研究成果は以下の通りである。
1.愛媛の近現代史の資料収集と歴史叙述
- 『資料愛媛労働運動史』　第1巻1958.3.～第9巻1966.3.
- 『愛媛県史概説』上・下　1959.3　1960.3
- 『おはなし歴史風土記　愛媛県』(岩崎書店)　1985.2
- 『新愛媛風土記』（創土社）1982.5

2.今治綿業の研究
- 「今治綿業マニファクヂュアの成立」（『愛媛大学歴史学紀要』第2輯　1953年8月）
- 「産業革命期における今治綿業労働者の形成」（「愛媛大学歴史学紀要」第4輯　1954年10月）
- 「今治綿業における産業革命の展開－マニファクチュアより機械制工業への推転―」（『愛媛大学紀要』2巻1号1954年12月）
- 「第一次大戦下における今治綿業労働者―好況期の実態―」（『愛媛大学歴史学紀要』第4輯　1955年10月）
- 「恐慌下の今治綿業－『一般的危機下における今治綿業労働者』の序章－」（『愛媛大学紀要』2巻2号1955年12月）
- 「一般的危機における今治綿業労働者（その1）」（『愛媛大学紀要』3巻1号　1956年12月）
- 「一般的危機における今治綿業労働者（その2）」（『愛媛大学紀要』4巻1号　1958年11月）
- 「愛媛県の製糸業におけるマニファクチュアと産業革命」（『愛媛大学歴史学紀要』第6輯　1959年4月）
- 「大正末期における今治綿業労働運動の勃興（その1）」『愛媛大学紀要』第9巻1号　1963年12月）
- 「今治綿業労働運動の勃興（その2）－労働組合の結成－」（『愛媛大学紀要』11巻　1965年12月）

3.地域社会史論の創造
　『篠崎勝著作選集』にその主な論考をまとめている。
- 「地域社会史の創造」（『愛媛資本主義社会史』第1巻　1968年8月）
- 「『明治百年』をふまえた『廃県置州』」（『愛媛資本主義社会史』第1巻　1968年8月）
- 「『都市の論理』批判と『明治百年』の『郷土』」（『愛媛資本主義社会史』第2巻　1972年12月）
- 「一九七〇年の地域社会と地域社会史論」（『愛媛資本主義社会史』第2巻　1972年3月）
- 「針と灸」（愛媛県歴教協『みんなでつづる地域社会史論』　1973年7月）
- 「地域社会史論考」（『岩波講座　日本歴史　月報四』　1975年8月）
- 「地域社会史論序説」（柴田実先生古希記念会『日本文化史論叢』　1976年1月）
- 「地域社会史のすすめ」（高橋磌一監修『歴史学入門』合同出版　1981年3月）
- 「えひめ住民の記録係」(『えひめ近代史研究』63号　1999年11月)

4.愛媛地評はじめ住民団体の記録をまとめる
- 『愛媛地評10年史』1966年4月
- 『愛媛地評30年史』1987年9月
- 『愛媛の勤評闘争』愛媛県歴教協　1973.7.
- 『愛媛の民主教育　戦後30年の歩み』1976.7.
- 『矩火をかかげて―愛媛県教組四〇年の歩み―』　愛媛県教組　1986年9月

5.「人民の記録係」としてのオーラルヒストリーの取り組み
- 『郷土に生きた人々』（静山社）1983.11
- 『夜昼峠に立ちて』篠崎勝著（三省堂）1984.8.
- 「明星ヶ岡小伝――1920年代の井谷正吉」（『風雪の碑　明星ケ岡』1980.9）

6.女性史サークルでの学びと愛媛の女性史の記録
- 女性史サークル『愛媛の婦人戦後30年の歩み』1976.5.
- 女性史サークル『愛媛の女性史　近現代史第一集』1984.8.
- 女性史サークル編『愛媛の歴史をつくった女性たち』　1982年3月
- 女性史サークル編『麦の穂に青き風ふく―女性史サークル三〇年の歩み―』　1986年8月

7.天皇制と代替わりを考える
- 「元号と年号」（『愛媛近代史研究』35号　1979.8）
- 『天皇就任儀式を考える』1990.11
- 「住民自治思想・水平思想・教育思想と天皇崇拝」（『愛媛資本主義社会史』第3巻　1994年3月）
- 「代替りと大学生の意識」(『愛媛資本主義社会史』第3巻　1994年3月）
- 「代替りをめぐる全国各地域諸団体の動き」（［愛媛資本主義社会史］第3巻　1994年3月）
- 『天皇代替わり報道年表』1998.3

8.伊達家史料、部落問題史料、池田町史、小松町誌などへの助言・指導
- 『愛媛部落史資料』1976.　『続愛媛部落史資料』1983.10
- 『愛媛近代部落問題資料　上（1897年～1925年）』1979.5
- 『同　下(1926年～1944年)』1980.11
- 宇和島藩庁伊達家史料――『大成郡録』1976.11　『弌野截』（上）1977.10　（下）1978.3
- 『家中由緒書』（上）1978.11　（中）1979.11（下）1980.10
- 『記録書抜　伊達家御歴代事記』（一）1981.10　（二）1982.2　（三）1982.10　（四）1983.2
- 『東予市誌』1987.10　『小松町誌』1992.10　『池田町史』1983.

9.『一竿の竹　篠崎星歩句集』2009.3.
篠崎勝の詠んだ句を近代史文庫でまとめて刊行した。 主なものに次の諸句がある。
一竿の竹一条の鐵われ教師
三十五絣単衣の紺匂う
わけてのむ山ふところの春の水
野のいちご辺土の崖に生きるわれ
緑陰に座り素直に九条を読め
死者の手が核をつかんで離さない
いくさすな王とたたかう炎熱の碑(いし)
筆耕という荒行に夏のわれ
からんころんと近づいて去ってゆく七十の秋
ここがすきでただの草が萌える
10.その他
- 『観光京都』　京都市　1950年4月
- 『無窓国師』（共著）天龍寺　1950年5月